# Шортанбайский рыбный завод
Шортанбайский рыбный завод — крупное промышленное предприятие по ловле и переработке рыбы. Расположен на берегу Каспийского моря на острове, образованном слиянием рек Кигач и Тёплая Курмангазинского района Атырауской области. Создан в 1935 году. На комбинате выпускалась чёрная зернистая и паюсная икра, вяленые и копчёные балыки, каспийская килька, рыбацкая уха, тефтели в томатном соусе и многие другие виды продукции. В 1993 году была создана Атырауская территориальная акционерная компания «Атыраубалык», ныне АО «Атыраубалык». В настоящее время добычей рыбы занимаются 12 производственных рыбацких артелей и более 50 производственных предприятий. Переработкой рыбы — АО «Атыраубалык» и АО «Шортанбай». Поставляют на потребительский рынок 57 наименований высококачественных рыбопродуктов, в том числе около 33 видов консервов.